# Jean Luc Moutou
Jean Luc Moutou (ur. 31 października 1964 w Dolisie) – kongijski polityk i nauczyciel akademicki, od 2021 roku minister edukacji przedszkolnej, podstawowej, średniej i analfabetyzmu.

## Życiorys
Uzyskał doktorat w dziedzinie geografii na uniwersytecie Michel de Montaigne Bordeaux III. Wykładał na uniwersytecie im. Mariena Ngouabiego w Brazzaville. 15 maja 2021 roku został powołany w skład pierwszego rządu Anatole Collinet Makosso jako minister edukacji przedszkolnej, podstawowej, średniej i analfabetyzmu. Po zmianach w rządzie, we wrześniu 2022 roku, pozostał na swoim stanowisku.